# Francisco Rodrigues (1914)
Francisco Rodrigues (26 luglio 1914 – ...) è stato un calciatore portoghese, di ruolo attaccante.

## Carriera
Giocò nel Benfica, con la cui maglia segnò anche una tripletta agli storici rivali dello Sporting Lisbona. Passò poi al Vitoria Setubal con cui fu capocannoniere del campionato portoghese nel 1944 e nel 1945.